# 平林惜字塔
平林惜字塔，位于中国广东省韶关市南雄市油山镇平林村，现为广东省文物保护单位，类型为古建筑，公布时间为2015年12月10日。
平林惜字塔的历史年代为明代，是当地孔林书院配套建筑。孔林书院由孔子后裔所建立，现已不存，仅余此塔。